# Château de Groß Kedingshagen
Le château de Groß Kedingshagen est un château allemand de Poméranie-Occidentale situé dans le village du même nom appartenant à la commune de Kramerhof dans l'arrondissement de Poméranie-Occidentale-Rügen.

## Historique
Ce château néogothique de deux étages est flanqué de tourelles crénelées dont l'une, hexagonale, se trouve du côté sud. Il a d'abord été construit en 1835, puis agrandi vers 1860. Du côté sud-est se trouvent les bâtiments agricoles de style néogothique de briques construits entre 1860 et 1880. Du côté nord se trouve un parc avec de grands arbres. Son premier propriétaire était l'armateur J.C. Bartel, consul hanséatique de Stralsund. À sa mort en 1864, le château et le domaine agricole sont gérés par une fondation familiale privée, puis passent en 1937 à la famille Schirmann.
Le château, après avoir été nationalisé en 1945 et du temps de la république démocratique allemande, est de nouveau une propriété privée depuis 1997.

## Source
- (de) Cet article est partiellement ou en totalité issu de l’article de Wikipédia en allemand intitulé « Herrenhaus Groß Kedingshagen » (voir la liste des auteurs).